# Paradirphia estivalisae
Paradirphia estivalisae is een vlinder uit de familie nachtpauwogen (Saturniidae), onderfamilie Hemileucinae.
De wetenschappelijke naam van de soort is voor het eerst geldig gepubliceerd door Guerrero & Passola in 2003.